# Daecheong (metropolitana di Seul)
Daecheong (대청역, Daecheong-yeok) è una stazione della metropolitana di Seul servita dalla linea 3 della metropolitana di Seul. Si trova nel quartiere di Gangnam-gu, a sud rispetto al centro della città.

## Linee
Seoul Metro
● Linea 3 (Codice: 347)

## Struttura
La fermata è costituita da due marciapiedi laterali situati al terzopiano interrato, con due binari passanti protetti da porte di banchina. Sono presenti 8 uscite in superficie e ascensori. Sotto la linea 3 passa la linea Bundang, ma non è stato realizzato alcun interscambio, in quanto già presente nelle vicine stazioni di Suseo e di Dogok della stessa linea 3.
| Direzione Daehwa | ● Linea 3 | per Yangjae, Express Bus Terminal, Jongno 3-ga, Gupabal, Daegok e Daehwa |
| Direzione Ogeum  | ● Linea 3 | per Suseo e Ogeum                                                        |

## Stazioni adiacenti
| «          | Servizio | »       |
| Linea 3    | Linea 3  | Linea 3 |
| ---------- | -------- | ------- |
| Hangnyeoul | -        | Irwon   |